# دانشگاه متروپولیتن (بلگراد)
دانشگاه متروپولیتن یک دانشگاه خصوصی است که در شهر بلگراد، صربستان واقع شده است. این دانشگاه در سال ۲۰۱۰ با الحاق دانشکده فناوری اطلاعات (FIT) (تأسیس شده در سال ۲۰۰۵) و سایر بخش‌های حاکمیتی دانشگاه شکل گرفت، که قبلاً به عنوان یک مؤسسه منفرد وجود داشت.
بنیانگذار و رئیس دانشگاه، دراگان دومازت (Dragan Domazet) است که به عنوان وزیر علوم جمهوری صربستان طی سال‌های ۲۰۰۱ تا ۲۰۰۴ به خدمت مشغول بود.

## مراکز

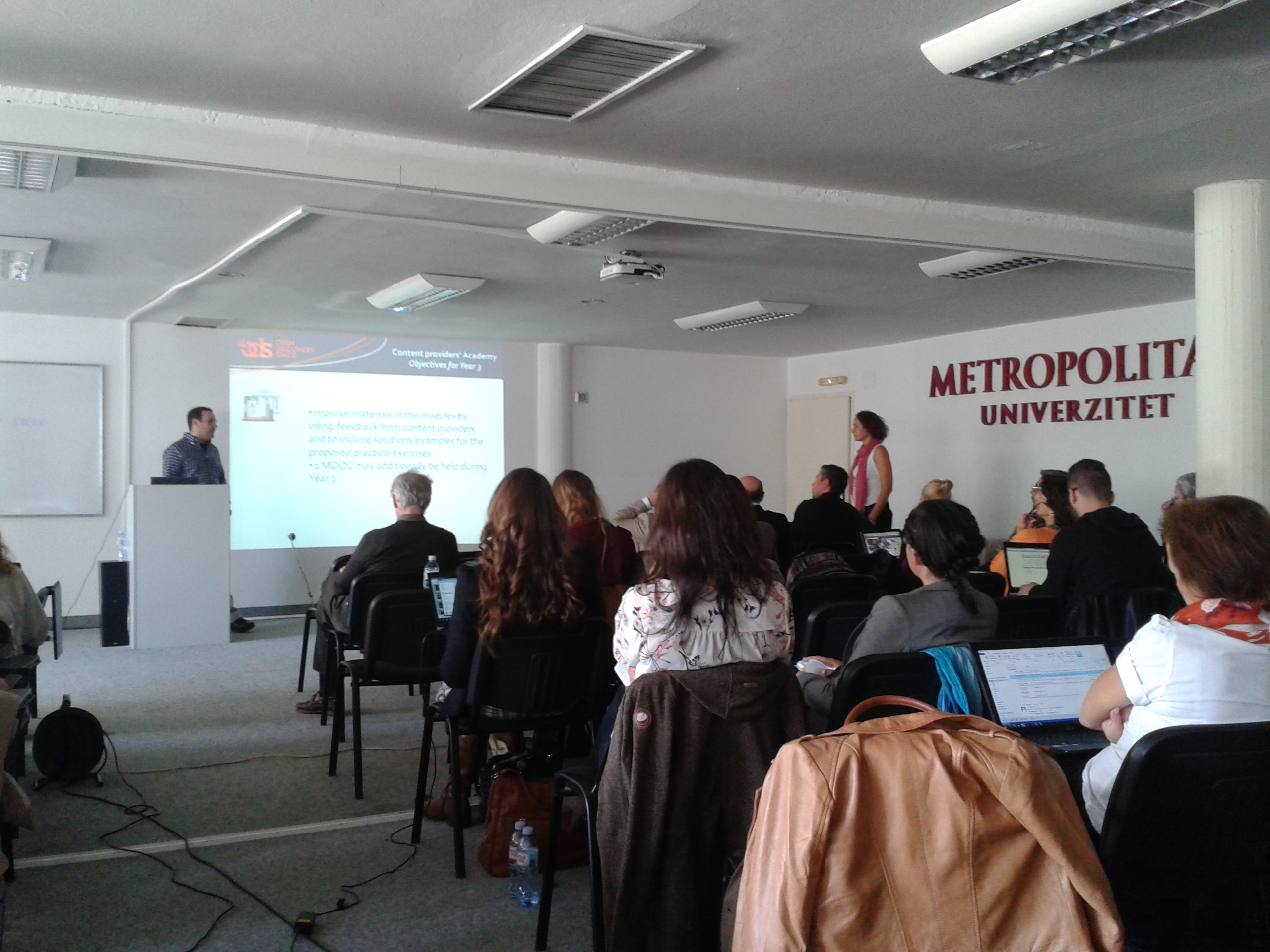
رئیس دانشگاه هنگام سخنرانی در یک کنفرانس.

این دانشگاه از سه مرکز (دانشکده‌های مجزا) تشکیل شده است:
- دانشکده فناوری اطلاعات
- دانشکده مدیریت
- دانشکده هنر دیجیتال